# Raionul Zboriv, Ternopil
Zboriv (în ucraineană Зборівський район, transliterat: Zborivskîi raion) este un raion în regiunea Ternopil, Ucraina. Reședința sa este orașul Zboriv.

## Demografie
Componența lingvistică a raionului Zboriv
     Ucraineană (99,68%)
     Alte limbi (0,27%)
Conform recensământului din 2001, majoritatea populației raionului Zboriv era vorbitoare de ucraineană (99,68%), existând în minoritate și vorbitori de alte limbi.